# 439 (số)
439 (bốn trăm ba mươi chín) là một số tự nhiên ngay sau 438 và ngay trước 440.